# پرژیلپی (شهرستان کرومیه‌رژیژ)
پریلپی (به چکی: Přílepy) یک منطقهٔ مسکونی در جمهوری چک است که در ناحیه کرومیریژ واقع شده‌است. پریلپی ۳٫۱۷ کیلومتر مربع مساحت و ۸۷۶ نفر جمعیت دارد و ۲۹۷ متر بالاتر از سطح دریا واقع شده‌است.